# Amarjit Singh Kiyam
Amarjit Singh Kiyam (Thoubal, 6 gennaio 2001) è un calciatore indiano, centrocampista del Mohammedan.

## Carriera

### Club
Ha giocato nella prima divisione indiana.

### Nazionale
Ha giocato nelle nazionali giovanili indiane Under-17, Under-20 ed Under-23.
Nel 2019 ha esordito nella nazionale maggiore indiana.

## Statistiche

### Presenze e reti nei club
| Stagione             | Squadra              | Campionato           | Campionato | Campionato | Coppe nazionali | Coppe nazionali | Coppe nazionali | Coppe continentali | Coppe continentali | Coppe continentali | Altre coppe | Altre coppe | Altre coppe | Totale | Totale |
| Stagione             | Squadra              | Comp                 | Pres       | Reti       | Comp            | Pres            | Reti            | Comp               | Pres               | Reti               | Comp        | Pres        | Reti        | Pres   | Reti   |
| -------------------- | -------------------- | -------------------- | ---------- | ---------- | --------------- | --------------- | --------------- | ------------------ | ------------------ | ------------------ | ----------- | ----------- | ----------- | ------ | ------ |
| 2017-2018            | Indian Arrows        | IL                   | 16         | 1          | SC              | 1               | 0               | -                  | -                  | -                  | -           | -           | -           | 17     | 1      |
| 2018-2019            | Indian Arrows        | IL                   | 21         | 5          | SC              | 2               | 2               | -                  | -                  | -                  | -           | -           | -           | 23     | 7      |
| Totale Indian Arrows | Totale Indian Arrows | Totale Indian Arrows | 37         | 6          |                 | 3               | 2               |                    | -                  | -                  |             | -           | -           | 40     | 8      |
| 2019-2020            | Jamshedpur           | ISL                  | 8          | 0          | SC              | -               | -               | -                  | -                  | -                  | -           | -           | -           | 8      | 0      |
| 2020-2021            | Jamshedpur           | ISL                  | 7          | 0          | -               | -               | -               | -                  | -                  | -                  | -           | -           | -           | 7      | 0      |
| Totale Jamshedpur    | Totale Jamshedpur    | Totale Jamshedpur    | 15         | 0          |                 | 0               | 0               |                    | -                  | -                  |             | -           | -           | 15     | 0      |
| 2020-2021            | Goa                  | ISL                  | 2          | 1          | -               | -               | -               | AFC                | 4                  | 0                  | -           | -           | -           | 6      | 1      |
| 2021-2022            | East Bengal          | ISL                  | 15         | 0          | -               | -               | -               | -                  | -                  | -                  | -           | -           | -           | 15     | 0      |
| 2022-2023            | East Bengal          | ISL+CPD              | 1+3        | 0          | SC              | 0               | 0               | -                  | -                  | -                  | DC          | 4           | 0           | 8      | 0      |
| Totale carriera      | Totale carriera      | Totale carriera      | 19         | 0          |                 | 0               | 0               |                    | -                  | -                  |             | 4           | 0           | 23     | 0      |
| 2023-2024            | Punjab               | ISL                  | 9          | 0          | SC              | 1               | 0               | -                  | -                  | -                  | DC          | 3           | 0           | 13     | 0      |
| 2024-2025            | Mohammedan           | ISL                  | 17         | 0          | SC              | 1               | 0               | -                  | -                  | -                  | DC          | -           | -           | 18     | 0      |
| Totale carriera      | Totale carriera      | Totale carriera      | 99         | 7          |                 | 5               | 2               |                    | 4                  | 0                  |             | 7           | 0           | 115    | 9      |

### Cronologia presenze e reti in nazionale
| Cronologia completa delle presenze e delle reti in nazionale ― India | Cronologia completa delle presenze e delle reti in nazionale ― India | Cronologia completa delle presenze e delle reti in nazionale ― India | Cronologia completa delle presenze e delle reti in nazionale ― India | Cronologia completa delle presenze e delle reti in nazionale ― India | Cronologia completa delle presenze e delle reti in nazionale ― India | Cronologia completa delle presenze e delle reti in nazionale ― India | Cronologia completa delle presenze e delle reti in nazionale ― India |
| Data                                                                 | Città                                                                | In casa                                                              | Risultato                                                            | Ospiti                                                               | Competizione                                                         | Reti                                                                 | Note                                                                 |
| -------------------------------------------------------------------- | -------------------------------------------------------------------- | -------------------------------------------------------------------- | -------------------------------------------------------------------- | -------------------------------------------------------------------- | -------------------------------------------------------------------- | -------------------------------------------------------------------- | -------------------------------------------------------------------- |
| 5-6-2019                                                             | Buriram                                                              | Curaçao                                                              | 3 – 1                                                                | India                                                                | King's Cup 2019 - Semifinale                                         | -                                                                    | 46’                                                                  |
| 8-6-2019                                                             | Buriram                                                              | Thailandia                                                           | 0 – 1                                                                | India                                                                | King's Cup 2019 - Finale terzo e quarto posto                        | -                                                                    |                                                                      |
| 7-7-2019                                                             | Ahmedabad                                                            | India                                                                | 2 – 4                                                                | Tagikistan                                                           | Intercontinental Cup 2019 - 1º turno                                 | -                                                                    |                                                                      |
| 13-7-2019                                                            | Ahmedabad                                                            | India                                                                | 2 – 5                                                                | Corea del Nord                                                       | Intercontinental Cup 2019 - 1º turno                                 | -                                                                    | 50’                                                                  |
| 16-7-2019                                                            | Ahmedabad                                                            | India                                                                | 1 – 1                                                                | Siria                                                                | Intercontinental Cup 2019 - 1º turno                                 | -                                                                    | 83’                                                                  |
| Totale                                                               |                                                                      | Presenze                                                             | 5                                                                    |                                                                      | Reti                                                                 | 0                                                                    |                                                                      |

| Cronologia completa delle presenze e delle reti in nazionale ― India under 23 | Cronologia completa delle presenze e delle reti in nazionale ― India under 23 | Cronologia completa delle presenze e delle reti in nazionale ― India under 23 | Cronologia completa delle presenze e delle reti in nazionale ― India under 23 | Cronologia completa delle presenze e delle reti in nazionale ― India under 23 | Cronologia completa delle presenze e delle reti in nazionale ― India under 23 | Cronologia completa delle presenze e delle reti in nazionale ― India under 23 | Cronologia completa delle presenze e delle reti in nazionale ― India under 23 |
| Data                                                                          | Città                                                                         | In casa                                                                       | Risultato                                                                     | Ospiti                                                                        | Competizione                                                                  | Reti                                                                          | Note                                                                          |
| ----------------------------------------------------------------------------- | ----------------------------------------------------------------------------- | ----------------------------------------------------------------------------- | ----------------------------------------------------------------------------- | ----------------------------------------------------------------------------- | ----------------------------------------------------------------------------- | ----------------------------------------------------------------------------- | ----------------------------------------------------------------------------- |
| 19-9-2023                                                                     | Hangzhou                                                                      | Cina under 23                                                                 | 5 – 1                                                                         | India under 23                                                                | Giochi asiatici 2022 - 1º turno                                               | -                                                                             | 86’                                                                           |
| 21-9-2023                                                                     | Hangzhou                                                                      | India under 23                                                                | 1 – 0                                                                         | Bangladesh under 23                                                           | Giochi asiatici 2022 - 1º turno                                               | -                                                                             | 54’                                                                           |
| Totale                                                                        |                                                                               | Presenze                                                                      | 2                                                                             |                                                                               | Reti                                                                          | 0                                                                             |                                                                               |